# Iranattus rectangularis
Iranattus rectangularis là một loài nhện trong họ Salticidae. Loài này được phát hiện ở Iran.